# 张书铭
张书铭（英文：David Chang），著名室内设计师，DCDA戴维国际设计创始人、首席设计总监。

## 生平
张书铭先生，DCDA 戴维国际设计创始人暨首席设计总监，SBID 英国国际室内设计协会12名特邀专家委员中首位华人专家委员，NCIDQ 美国室内设计资格鉴定委员会认证室内设计师，ASID （页面存档备份，存于） 美国室内设计师协会专业成员，IIDA 国际室内设计协会专业成员，在北美和亚洲地区拥有超过30年的高端住宅、商业及酒店室内建筑设计与管理经验。
张书铭出生于台北，16岁随父母移民在美国洛杉矶接受高中教育。之后分别在美国加利福尼亚州立大学及加拿大英属哥伦比亚省昆特兰理工大学攻读室内设计。并于哈佛大学研读绿能建筑与可持续性社区规划和视觉艺术研究生证书课程。深受中、西方文化薰陶，张书铭非常注重从文化与历史当中摄取创作灵感，从而赋予作品鲜活的生命力和丰沛的艺术张力。此外，张书铭力主以艺术、文化、历史赋予设计灵魂，强调室内空间使用的舒适性。基于这种设计理念，张书铭的创新作品多次获得英国、意大利、及加拿大设计奖项，并于2017、2018年连续获邀担任意大利 A’DESIGN AWARD & COMPETITION 设计大赛专家评审，且荣膺SBID英国国际室内设计协会授予的“设计大师”终身成就奖。
张书铭于1998年在加拿大温哥华创立 DCDA 戴维国际设计，并于2006年进入中国市场，先后于广州、北京设立DCDA戴维国际设计直属机构，致力于各大城市地标级项目的室内设计工作，为中国顶级开发商提供高端专属服务，范围涵盖公寓、别墅、售楼处、会所、酒店及私人订制等多元领域，所承接专案如“钓鱼台七号院”、“九章别墅”、“润泽御府”、“泛海国际”及“世茂西山龙胤”等已成为业界典藏案例及地产尊荣范本。

## 资历
- NCIDQ 美国室内设计资格鉴定委员会认证室内设计师
- RID 美国及加拿大注册设计师
- ASID 美国室内设计师协会专业成员
- SBID 英国国际室内设计协会专家委员会委员
- IIDA 国际室内设计协会专业成员
- ICCI 国际创意产业委员会成员
- IAD 国际设计师协会成员

## 荣誉
- IAD 国际设计师协会评选的 TOP100 设计师[7]
- 2021 年度 SBID 英国国际设计大赛评审委员[8]
- 2020 中国建筑装饰协会中国设计年度人物[9]
- 2018 SBID 英国国际室内设计协会授予的“设计大师”终身成就奖
- 2015 年度做为华人艺术家出席纽约联合国总部大厦【联合国“70+”华人当代艺术 & 创意设计成就展——暨 70+ 华人当代艺术论坛】
- 2014-2015 中国室内设计年度封面人物[10]

## 代表作品[11][12]
- 北京钓鱼台七号院样板间
- 北京九章 S3 户型别墅样板间
- 北京九章 N2 户型别墅样板间
- 北京润泽御府 E01 户型别墅样板间[13]
- 北京泛海世家A户型样板间
- 北京世茂西山龙胤临泉户型别墅样板间
- 北京世茂西山龙胤踏月户型别墅样板间
- 北京首开城建樾长安售楼处
- 北京首开城建樾长安样板间
- 北京首创禧瑞都天禧 G 户型样板间
- 北京格拉斯小镇别墅 S2 户型样板间
- 北京世茂IN三里会所及公共大堂
- 新会保利西海岸售楼处
- 三河中冶盛世国际广场售楼处
- 北京国贸三期毕斯罗餐厅
- 北京三里屯福樓咖啡
- 钱江水晶澜轩会所
- 华润外滩九里会所
- 上海中央公园别墅
- 佛山保利碧桂园天汇售楼处
- 包头邦成宫园墅售楼处
- 北京首开棠颂别墅A户型样板间
- 天津大通美墅金岛B户型样板间